# Статистична фізика
Статисти́чна фі́зика — розділ теоретичної фізики, що вивчає системи з дуже великим числом частинок у стані локальної рівноваги.
Звичайно, при дослідженні таких систем нас не цікавить майже випадкова поведінка кожної конкретної мікроскопічної частинки. Статистична фізика саме відслідковує, як з таких мікроскопічних рухів складається усереднена еволюція системи в цілому.
Статистична фізика дає обґрунтування термодинаміці багатьох реальних систем: ідеальних газів, реальних газів, квантових газів, простих конденсованих середовищ (наприклад, ідеальних кристалів, спінових ланцюжків). 
Зокрема, вона дає тлумачення фізичної природи запроважденого в термодинаміці терміна «ентропія», і пояснює закон 
неспадання ентропії.
Статистична фізика не описує те, як саме система приходить у стан локальної рівноваги; цю первісну еволюцію системи після її приготування описує 
фізична кінетика.
Частина статистичної фізики, яка вивчається в шкільному курсі, зветься молекулярною фізикою і є, по суті, більш-менш докладним викладом властивостей ідеального газу.
Статистична фізика квантова — розділ статистичної фізики, в якому на основі законів квантової механіки вивчають фізичні властивості тіл, що складаються з великої кількості мікроскопічних систем (атомів, молекул, їх аґреґатів). 
Нечітка статистична фізика описує явища надпровідності, надплинності, турбулентності, колективні явища у  твердих тілах і плазмі, структурні особливості рідин, рідких кристалів, дозволила побудувати теорію фазових переходів і критичних явищ, є концептуальною та методологічною основою фізики складних систем.
Статистичний ансамбль — сукупність великої кількості однакових фізичних систем.